# Међу Моравама пут
Међу Моравама пут је путописна књига Милана Обрадовића у издању Народне библиотеке „Др Ђорђе Натошевић” у Инђији, објављена 2019. године. Ова поема говори о догодовштинама које отац и деца доживљавају на њиховом вишедневном путовању бициклом, стазама Светих Ћирила и Методија, између северне и Јужне Мораве. 
Писац овог путописа за Глас Српске каже да путопис „извире из разговора оца с троје деце, кроз питања и одговоре, све даће и недаће, згоде и незгоде, испуњене једном великом радошћу пониклој из заједничарења у природи, под Божјим окриљем”.
Протојереј-ставрофор Војислав Билбија у рецензији  књиге наводи: „Господу слава и хвала да се појавила овако топла и мила лектира. Међу Моравама пут је прекрасна прича љубави родитеља и дјеце кроз њихово путовање пуно романтичних догодовштина, обогаћена објашњењем дивних ријечи, оригиналних илустрација, а све то је изашло из срца и душе аутора”.
Књижевница и рецензент ове књиге Љиљана Дугалић написала је чланак о овом путопису у часопису Православље (странице 42 и 43) под насловом „Необично путовање””.
О овом, а и многим путовањима бициклом са својом децом, са стотине и стотине пређених километара, из којих ће нићи неке нове приче и путописи, аутор прича у емисији Дионис, на Другом програму Радио Београда
Отац је осморо деце, научник (доктор физике), а ово је његова прва књига.